# Conselho de Desenvolvimento da Região Metropolitana de São Paulo

Mapa político da região metropolitana e suas sub-regiões, conforme a lei complementar estadual, de 16 de junho de 2011:
Sub-região norte;
Sub-região leste;
Sub-região sudeste;
Sub-região sudoeste;
Sub-região oeste;
Município de São Paulo (integra todas as sub-regiões).

O Conselho de Desenvolvimento da Região Metropolitana de São Paulo (CDRMSP) é o principal instrumento de deliberação sobre planos, projetos, programas e obras estratégicas a serem executados na Região Metropolitana de São Paulo (RMSP) com recursos do Fundo de Desenvolvimento. Entre as áreas de atuação do colegiado estão o planejamento, mobilidade urbana e sistema viário regional, habitação, saneamento ambiental, meio ambiente, desenvolvimento econômico e assistência social para as 39 cidades da região.

## Histórico
Em 2011, a Assembleia Legislativa do Estado de São Paulo aprovou a Lei Complementar n.º 1.139, de 16 de junho do mesmo ano. A lei criou um novo sistema de gestão, ancorado no planejamento metropolitano, buscando o desenvolvimento sustentável e a melhora na qualidade de vida para os habitantes da região.
A lei promoveu o zoneamento e a reorganização da Grande São Paulo a partir das regiões do município de São Paulo, e criou o Conselho de Desenvolvimento da Região Metropolitana de São Paulo, com o objetivo de reorganizar a região e unificar agregações supramunicipais como organização de atividades de planejamento, prestação de serviços públicos e gestão de diversas políticas.
Em outubro de 2011, o prefeito de São Paulo, Gilberto Kassab, foi eleito o primeiro presidente do Conselho de Desenvolvimento Metropolitano. Seu sucessor no comando do Conselho foi Fernando Haddad, então prefeito de São Paulo, eleito em abril de 2013. Haddad deixou a liderança do comitê três anos depois, em maio de 2016, com a eleição de Luiz Marinho, então prefeito de São Bernardo do Campo e presidente do Consórcio Intermunicipal Grande ABC, na primeira vez em que uma cidade distinta da capital assumiu a presidência do Conselho Metropolitano. Com o término do mandato de Marinho, o vice-presidente do órgão, o prefeito de Santana de Parnaíba, Elvis Cezar, assumiu a presidência de forma interina até a realização de novas eleições.
Em julho de 2017, o prefeito de São Paulo, João Doria, foi eleito para a presidência do Conselho, mas deixou o cargo menos de um ano depois, em abril de 2018, ao renunciar à prefeitura para disputar a candidatura pelo governo do estado de São Paulo nas eleições de outubro do mesmo ano. Com a renúncia, Elvis Cezar, vice-presidente do Conselho, reassumiu a presidência até a realização de novas eleições, que só ocorreriam em abril de 2019. Na ocasião, foram eleitos o prefeito de São Paulo, Bruno Covas, como presidente, e Rogério Cardoso Franco, prefeito de Cotia, como vice. Com a morte de Covas, em maio de 2021, e devido à pandemia de Covid-19, o Conselho não realizou mais reuniões com os 39 prefeitos da Grande São Paulo.  
Em 2023, por iniciativa do Consórcio Intermunicipal Grande ABC, em parceria com outros quatro consórcios públicos da Região Metropolitana, a reativação do comitê entrou em discussão. Em agosto de 2023, após quase quatro anos sem reuniões, o prefeito de São Paulo, Ricardo Nunes, foi eleito para a presidência do grupo em encontro para votação realizado no Palácio dos Bandeirantes.